# Six d'Anvers
Les « Six d'Anvers » sont six élèves de l'Académie royale des beaux-arts d'Anvers, en Belgique, issus de la même promotion au début des années 1980. Ces étudiants, futurs stylistes de renommée internationale, sont considérés comme l'avant-garde de la mode belge s'associant le plus souvent à la tendance minimaliste apparue à la fin des années 1980 et qui connait son apogée dans les années 1990. Le groupe d'Anvers est composé des six stylistes belges que sont Walter Van Beirendonck, Ann Demeulemeester, Dries Van Noten, Dirk Van Saene (nl) (1959-), Dirk Bikkembergs et Marina Yee (nl) (1958-) auquel est associé temporairement Martin Margiela. La source de leur mode se trouve dans de multiples inspirations, même si les créateurs japonais de l’époque restent leur plus grande influence. Le groupe débute à Londres dans la seconde moitié des années 1980 avant de rejoindre la capitale française. Vers 1990, l'entité, principalement entretenue par la presse, se divise et chacun poursuit son chemin de façon indépendante. Au cours de ces années passées ensemble, ils ont par ailleurs tous conservé une personnalité qui leur est propre : les « Six d'Anvers » formaient un groupe d'origine et d'expériences communes plus que de style.

## Historique
Les six étudiants reçoivent une formation des plus classique à l'Académie royale des beaux-arts d'Anvers, département Mode, par Mary Prijot et sortent diplômés au début des années 1980,. Ceux-ci voyagent parfois à Paris ou Milan pour assister aux collections : « j'ai appris, en regardant tous ces shows, l'importance de l'éclairage et de la musique » précise Dirk Bikkembergs. Au début des années 1980, chacun multiplie les voyages et expériences, participe à des concours, travaillant également pour des marques belges. 
L'époque est pleine d'influences diverses, entre punk et Nouveaux Romantiques, les jeunes créateurs français comme Mugler, Montana ou Gaultier qui renouvellent la mode et Anvers qui présente alors une activité artistique soutenue. Mais c'est le style entièrement nouveau de Comme des Garçons qui va les marquer définitivement comme le précise Dirk Van Saene : « vous n'imaginez pas le choc que ce fut pour nous tous ». « On voyait bien que tout était possible, que les influences et les impulsions venaient de partout et de toutes les cultures » dit Walter Van Beirendonck.
Quelques magazines belges de mode servent de relais à ces créateurs, tels Mode c'est belge et BAM plus tard. S'ils sont bien implantés dans leur pays d'origine, il leur manque une reconnaissance internationale. Helena Ravijst de l'ITCB soutient le groupe depuis un moment déjà et le pousse à aller à Paris,. Mais celui-ci souhaite débuter par Londres, ville moins intimidante, plus en phase avec leurs aspirations de prêt-à-porter éloigné de la haute couture, c'est l'« émancipation à l'égard des lois de la haute couture » d'après Marina Yee. De plus, il est plus facile de se faire remarquer face à la suprématie des grands noms défilants à Paris. Les stylistes arrivent la première fois en 1986 dans la capitale anglaise et après une présentation collective, rencontrent le succès rapidement ; c'est à ce moment-là que le nom des « Six d'Anvers » apparait, : pourtant, Margiela est absent à ce moment-là. En peu de temps, les grands magasins new-yorkais ou londoniens commercialisent leurs créations. Si les acheteurs internationaux sont réceptifs, la presse les ignore encore : c'est par une succession de rencontres qu'ils obtiennent des articles dans les influents WWD, le New York Times ainsi que i-D un magazine alors essentiel lors de cette décennie. Mais au bout de quelques saisons en Angleterre à présenter leur réalisations en marge des dates officielles, le British Fashion Council chargé de promouvoir une mode britannique voit d'un mauvais œil ces créateurs venus de Belgique : il est temps pour eux d'aller autre part. 

### Paris
Jusqu'à la fin des années 1980, la « mode belge » n'existe pas sur la scène parisienne. Paris, qui a déjà accueilli nombre de créateurs japonais les années passées, puis quelques Italiens, voit arriver le groupe de stylistes du Nord en 1988, avec des créations très éloignées de la mode ostentatoire de cette décennie,. Les Six souhaitent intégrer le calendrier de la semaine des défilés de Paris avec leurs créations pratiques, austères et innovantes (« nous étions prêt à changer le monde » clame Ann Demeulemeester), mais commencent de façon « intimiste ». Les acheteurs internationaux aussi rencontrés à Londres suivent ; des concept stores parisiens comme Maria Luisa ou L'Éclaireur deviennent également clients.
Martin Margiela assiste Jean Paul Gaultier en 1984 ; il reste quatre ans à ses côtés, jusqu'à la création de son entreprise. « Le show le plus excitant de la saison parisienne » écrit la presse à l'automne 1989 à la suite de son défilé : le succès immédiat de son antimode va à l'encontre de la difficulté pour les Six à s'imposer sur la scène française, même si Paris les accueille à bras ouverts, cherchant périodiquement à renouveler ses créateurs d'horizons différents pour maintenir son rang de capitale de la mode. Plus tard Martin Margiela prend du recul, tout comme Ann Demeulemeester, face à l'entité que forme le groupe : « il n'y a pas de style belge, mais des individus, des équipes qui proposent leur point de vue et leur vision créative. Et ce n'est pas parce qu'ils sont belges, c'est grâce à leur talent. » Ce même « groupe » que la presse apprécie tant vient à éclater vers 1990 : Dirk Bikkembergs et ses vêtements masculins est le premier à s'éloigner. Alors que Margiela défile seul dès 1989, c'est Dirk Van Saene qui fait de même l'année d'après, suivi de Ann Demeulemeester et Dries Van Noten un an plus tard.
Même si les Six d'Anvers et Margiela forment un groupe durant un temps, chacun garde alors un style et une personnalité qui lui est propre bien que Ann Demeulemeester avec ses sobres créations noires et blanches, épurées, Martin Margiela et dans une moindre mesure Dirk Bikkembergs et sa mode unisexe, se retrouvent dans une tendance minimaliste et « déconstructive », plutôt inspiré de Rei Kawakubo ou de son mentor Yohji Yamamoto,. À l'opposé de ces créations aux couleurs ternes, Dries Van Noten élabore une mode ornementée et plus colorée, parfois inspirée de l'Orient ou d'Issey Miyake. De son côté, Walter Van Beirendonck, avec ses détournements aux orientations parfois humoristiques ou sexuels, se concentre sur la mode masculine. Marysia Woroniecka, qui lors de l'épisode londoniens devient leur agent, précise qu'« ils n'avaient pas de style commun, mais pour la presse, l'histoire des « Six d'Anvers » était une aubaine. » Ce à quoi Linda Loppa, directrice de l'Académie royale, ajoute : « Quand on parle du contenu, de la forme et de l'image, on se demande parfois ce qu'ils peuvent bien avoir en commun », sauf à se démarquer des stylistes existants à l'époque.
Les Six d'Anvers ont ouvert la voie à d'autres créateurs comme Haider Ackermann, Veronique Branquinho, Véronique Leroy qui défile pour la première fois à Paris la même année que Ann Demeulemeester, Olivier Theyskens, Ann Vandevorst, Laetitia Crahay, Kris Van Assche ou encore Raf Simons, qui accèdera bien après à la plus haute marche du podium, Dior.